# Festival di Castrocaro 1968
Il festival di Castrocaro del 1968 è condotto da Alberto Terrani con la partecipazione di Fernanda Carpi.

## La manifestazione
Il 1968 è un anno importante per il Festival delle voci nuove di Castrocaro Terme. Alcuni dei finalisti diventeranno in seguito molto famosi, per citarne alcuni: Fiorella Mannoia e Paolo Mengoli, che con la canzone/cover "Per un momento ho perso te" si aggiudica la vittoria nella finale del 12 ottobre, trasmessa in differita su Rai Uno il 17 ottobre. La serata si è svolta al Padiglione delle Terme, dove i cantanti per la loro esibizione erano accompagnati dall'orchestra diretta dal maestro Augusto Martelli. Presentatore della serata, Alberto Terrani, grande attore di teatro. Ospiti importanti come il soprano bolognese Gigliola Frazzoni, Franco Franchi e Ciccio Ingrassia e Charles Aznavour che per l'occasione è stato anche il padrino di Paolo Mengoli.
La serata finale della manifestazione si svolge il 12 ottobre del 1968, per essere mandata in onda in Rai il 25 ottobre 1968.

## Cantanti in gara
- Paolo Mengoli - Per un momento ho perso te
- Rosalba Archilletti - Quando sei con me
- Fiorella Mannoia - Un bimbo sul leone
- Manuela Beggi - Il ballo di Simone
- Marinella Bulzamini - Vado pazzo per Lola
- Palma Calderoni - Un'ora sola ti vorrei
- Silvana Marini - Since you've been gone
- Leo Mauceri - Al telefono
- Quartetto Caruso - Congratulation
- Orietta Giacchino - La voce del silenzio
- Giovanni Iacono - Io per lei
- Mirella Passerella - Ritornerò
- Gaetano Vece - Sono momenti
- Luigi Mattucci - Non m'importa se